# Ligue professionnelle féminine de hockey sur gazon 2021-2022
Navigation
2020-2021 2022-2023
La Ligue professionnelle féminine de hockey sur gazon 2021-2022 est la troisième saison de la ligue professionnelle et la sixième édition de la série de la ligue des équipes nationales. Le tournoi débutera le 13 octobre 2021 et se terminera le 26 juin 2022.

## Changement de format
Pour cette édition, le principe domicile et extérieur avec les déplacements réduits, le non-déroulement de la phase finale et le règlement des points comptants double en cas d'un des deux matchs annulés restent d'application.
L'équipe B accueillera l'équipe A deux fois en quelques jours.

## Participants
Neuf équipes vont terminer dans un tournoi toutes rondes qui va être joué à partir du 13 octobre 2021 jusqu'au 26 juin 2022.
- Argentine
- Belgique
- Chine
- Angleterre
- Allemagne
- Inde
- Pays-Bas
- Espagne
- États-Unis

## Lieux de réception
Voici les 17 lieux nommés par la Fédération internationale de hockey sur gazon:
- Wagener Stadium, Amsterdam
- RHKV Union, Nimègue
- HC Rotterdam, Rotterdam
- HC 's-Hertogenbosch, Bois-le-Duc
- Lee Valley Hockey & Tennis Centre, Londres
- CeNARD, Buenos Aires
- Deutscher Sportklub, Düsseldorf
- SparkassenPark, Mönchengladbach
- Berliner HC, Berlin
- Der Club an der Alster, Hambourg
- Estadio Betero, Valence
- Stade olympique de Terrassa, Terrassa
- Kalinga Stadium, Bhubaneswar
- Royal Uccle Sport, Bruxelles
- Wilrijkse Plein, Anvers
- Karen Shelton Stadium, Chapel Hill
- Sultan Qaboos Sports Complex, Mascate

## Classement
| Rang               | Équipe     | J  | V  | N | SO | P  | BP | BC | Diff | Pts | Classement mondial FIH | Classement mondial FIH | Classement mondial FIH |
| Rang               | Équipe     | J  | V  | N | SO | P  | BP | BC | Diff | Pts | Avant                  | Après                  | Changeement            |
| ------------------ | ---------- | -- | -- | - | -- | -- | -- | -- | ---- | --- | ---------------------- | ---------------------- | ---------------------- |
| Médaille d'or      | Argentine  | 16 | 13 | 3 | 0  | 0  | 43 | 18 | +25  | 42  | 3                      | 2                      | 1                      |
| Médaille d'argent  | Pays-Bas   | 16 | 10 | 4 | 4  | 2  | 42 | 16 | +26  | 38  | 1                      | 1                      | 0                      |
| Médaille de bronze | Inde       | 16 | 8  | 4 | 2  | 4  | 43 | 26 | +17  | 30  | 7                      | 8                      | 1                      |
| 4                  | Belgique   | 16 | 9  | 1 | 0  | 6  | 35 | 20 | +15  | 28  | 9                      | 5                      | 4                      |
| 5                  | Espagne    | 16 | 5  | 4 | 2  | 7  | 23 | 26 | -3   | 21  | 6                      | 7                      | 1                      |
| 6                  | Allemagne  | 16 | 5  | 3 | 1  | 8  | 30 | 27 | +3   | 19  | 5                      | 6                      | 1                      |
| 7                  | Angleterre | 16 | 5  | 2 | 1  | 9  | 26 | 45 | -19  | 18  | 2                      | 4                      | 2                      |
| 8                  | Chine      | 16 | 3  | 3 | 3  | 10 | 19 | 42 | -23  | 15  | 10                     | 13                     | 3                      |
| 9                  | États-Unis | 16 | 1  | 2 | 0  | 13 | 13 | 54 | -41  | 5   | 15                     | 16                     | 1                      |

Source: FIH
En cas d'égalité de points de plusieurs équipes à l'issue des matchs de poule, les critères suivants sont appliqués dans l'ordre indiqué pour établir leur classement:
1. Points de chaque équipe,
2. Matchs gagnés,
3. Différence de buts,
4. Buts pour,
5. Plus grand nombre de points obtenus dans les matchs de poule disputés entre les équipes concernées,
6. Buts marqués en plein jeu.

## Rencontres
| Match 1               | Pays-Bas             | 2 - 0   | Belgique | Wagener Stadium, Amsterdam                                                       |                                                                                  |
| 13 octobre 2021 18h00 | Welten 1e · Moes 52e | (1 - 0) |          | Arbitrage : Hannah Harrison Céline Martin-Schmets Arbitre vidéo : Coen van Bunge | Arbitrage : Hannah Harrison Céline Martin-Schmets Arbitre vidéo : Coen van Bunge |
| 13 octobre 2021 18h00 | Rapport              |         |          | Arbitrage : Hannah Harrison Céline Martin-Schmets Arbitre vidéo : Coen van Bunge | Arbitrage : Hannah Harrison Céline Martin-Schmets Arbitre vidéo : Coen van Bunge |

| Match 2               | Belgique        | 1 - 0   | Allemagne | Royal Uccle Sport, Bruxelles                                         |                                                                      |
| 16 octobre 2021 15h30 | Ballenghien 53e | (0 - 0) |           | Arbitrage : Hannah Harrison Alison Keogh Arbitre vidéo : Dan Barstow | Arbitrage : Hannah Harrison Alison Keogh Arbitre vidéo : Dan Barstow |
| 16 octobre 2021 15h30 | Rapport         |         |           | Arbitrage : Hannah Harrison Alison Keogh Arbitre vidéo : Dan Barstow | Arbitrage : Hannah Harrison Alison Keogh Arbitre vidéo : Dan Barstow |

| Match 3               | Belgique                           | 3 - 1   | Allemagne | Royal Uccle Sport, Bruxelles                                              |                                                                           |
| 17 octobre 2021 14h00 | Vanden Borre 10e, 21e · De Mot 59e | (2 - 0) | 40e Kurz  | Arbitrage : Hannah Harrison Alison Keogh Arbitre vidéo : Jonas van 't Hek | Arbitrage : Hannah Harrison Alison Keogh Arbitre vidéo : Jonas van 't Hek |
| 17 octobre 2021 14h00 | Rapport                            |         |           | Arbitrage : Hannah Harrison Alison Keogh Arbitre vidéo : Jonas van 't Hek | Arbitrage : Hannah Harrison Alison Keogh Arbitre vidéo : Jonas van 't Hek |

| Match 4                | Pays-Bas                         | 3 - 1   | Belgique         | Wagener Stadium, Amsterdam                                                        |                                                                                   |
| 10 novembre 2021 18h00 | Burg 33e · Moes 36e · Welten 38e | (0 - 1) | 16e Vanden Borre | Arbitrage : Coen van Bunge Laurine Delforge Arbitre vidéo : Céline Martin-Schmets | Arbitrage : Coen van Bunge Laurine Delforge Arbitre vidéo : Céline Martin-Schmets |
| 10 novembre 2021 18h00 | Rapport                          |         |                  | Arbitrage : Coen van Bunge Laurine Delforge Arbitre vidéo : Céline Martin-Schmets | Arbitrage : Coen van Bunge Laurine Delforge Arbitre vidéo : Céline Martin-Schmets |

| Match 5               | Inde                                                                               | 7 - 1   | Chine         | Sultan Qaboos Sports Complex, Mascate  |                                        |
| 31 janvier 2022 15h00 | Navneet 5e · Neha 12e · Vandana 40e · Sushila 47e, 52e · Sharmila 48e · Gurjit 50e | (2 - 0) | 43e Luo Yuxin | Arbitrage : Kang Hyun Young Cookie Tan | Arbitrage : Kang Hyun Young Cookie Tan |
| 31 janvier 2022 15h00 | Rapport                                                                            |         |               | Arbitrage : Kang Hyun Young Cookie Tan | Arbitrage : Kang Hyun Young Cookie Tan |

| Match 6                | Inde           | 2 - 1   | Chine           | Sultan Qaboos Sports Complex, Mascate       |                                             |
| 1er février 2022 15h00 | Gurjit 3e, 49e | (1 - 0) | 39e Wang Shumin | Arbitrage : Junko Wagatsuma Kang Hyun Young | Arbitrage : Junko Wagatsuma Kang Hyun Young |
| 1er février 2022 15h00 | Rapport        |         |                 | Arbitrage : Junko Wagatsuma Kang Hyun Young | Arbitrage : Junko Wagatsuma Kang Hyun Young |

| Match 7              | Espagne | 0 - 1   | Pays-Bas  | Estadio Betero, Valence                                             |                                                                     |
| 4 février 2022 13h30 |         | (0 - 0) | 41e Matla | Arbitrage : Bruce Bale Ivona Makar Arbitre vidéo : Michelle Meister | Arbitrage : Bruce Bale Ivona Makar Arbitre vidéo : Michelle Meister |
| 4 février 2022 13h30 | Rapport |         |           | Arbitrage : Bruce Bale Ivona Makar Arbitre vidéo : Michelle Meister | Arbitrage : Bruce Bale Ivona Makar Arbitre vidéo : Michelle Meister |

| Match 8              | Espagne                                         | 2 - 2             | Pays-Bas                                         | Estadio Betero, Valence                                             |                                                                     |
| 5 février 2022 16h30 | Álvarez 21e · Giné 36e                          | (1 - 2)           | 12e, 25e Jansen                                  | Arbitrage : Michelle Meister Bruce Bale Arbitre vidéo : Ivona Makar | Arbitrage : Michelle Meister Bruce Bale Arbitre vidéo : Ivona Makar |
| 5 février 2022 16h30 | Rapport                                         |                   |                                                  | Arbitrage : Michelle Meister Bruce Bale Arbitre vidéo : Ivona Makar | Arbitrage : Michelle Meister Bruce Bale Arbitre vidéo : Ivona Makar |
| 5 février 2022 16h30 | Iglesias · Strappato · Giné · L. Barrios · Segú | Tirs au but 2 - 3 | Sanders · Jansen · De Waard · Verschoor · Welten | Arbitrage : Michelle Meister Bruce Bale Arbitre vidéo : Ivona Makar | Arbitrage : Michelle Meister Bruce Bale Arbitre vidéo : Ivona Makar |

| Match 9               | Argentine                               | 3 - 1   | Belgique     | CeNARD, Buenos Aires                                                        |                                                                             |
| 12 février 2022 16h30 | Trinchinetti 10e, 58e · M. Granatto 55e | (1 - 1) | 12e Gerniers | Arbitrage : Irene Presenqui Catalina Montesino Arbitre vidéo : Diego Barbas | Arbitrage : Irene Presenqui Catalina Montesino Arbitre vidéo : Diego Barbas |
| 12 février 2022 16h30 | Rapport                                 |         |              | Arbitrage : Irene Presenqui Catalina Montesino Arbitre vidéo : Diego Barbas | Arbitrage : Irene Presenqui Catalina Montesino Arbitre vidéo : Diego Barbas |

| Match 10              | Argentine               | 3 - 1   | Belgique   | CeNARD, Buenos Aires                                                                |                                                                                     |
| 13 février 2022 16h30 | Gorzelany 37e, 43e, 59e | (0 - 1) | 11e Breyne | Arbitrage : Irene Presenqui Catalina Montesino Arbitre vidéo : Germán Montes de Oca | Arbitrage : Irene Presenqui Catalina Montesino Arbitre vidéo : Germán Montes de Oca |
| 13 février 2022 16h30 | Rapport                 |         |            | Arbitrage : Irene Presenqui Catalina Montesino Arbitre vidéo : Germán Montes de Oca | Arbitrage : Irene Presenqui Catalina Montesino Arbitre vidéo : Germán Montes de Oca |

| Match 11              | Argentine                                         | 5 - 2   | Angleterre                  | CeNARD, Buenos Aires                                                        |                                                                             |
| 19 février 2022 19h00 | Gorzelany 5e, 39e · Jankunas 13e, 55e · Thome 37e | (2 - 1) | 23e Pearne-Webb · 38e Rayer | Arbitrage : Irene Presenqui Catalina Montesino Arbitre vidéo : Diego Barbas | Arbitrage : Irene Presenqui Catalina Montesino Arbitre vidéo : Diego Barbas |
| 19 février 2022 19h00 | Rapport                                           |         |                             | Arbitrage : Irene Presenqui Catalina Montesino Arbitre vidéo : Diego Barbas | Arbitrage : Irene Presenqui Catalina Montesino Arbitre vidéo : Diego Barbas |

| Match 13              | Argentine                                                                            | 5 - 2   | Angleterre           | CeNARD, Buenos Aires                                                                |                                                                                     |
| 20 février 2022 19h00 | M. Granatto 5e · Triñanes 26e · Trinchinetti 28e · V. Granatto 35e · Albertarrio 49e | (3 - 0) | 48e Rayer · 52e Hunt | Arbitrage : Irene Presenqui Catalina Montesino Arbitre vidéo : Germán Montes de Oca | Arbitrage : Irene Presenqui Catalina Montesino Arbitre vidéo : Germán Montes de Oca |
| 20 février 2022 19h00 | Rapport                                                                              |         |                      | Arbitrage : Irene Presenqui Catalina Montesino Arbitre vidéo : Germán Montes de Oca | Arbitrage : Irene Presenqui Catalina Montesino Arbitre vidéo : Germán Montes de Oca |

| Match 15              | Inde                 | 2 - 1   | Espagne  | Kalinga Stadium, Bhubaneswar                                               |                                                                            |
| 26 février 2022 17h00 | Jyoti 20e · Neha 52e | (1 - 1) | 18e Segú | Arbitrage : Deepak Joshi Céline Matin-Schmets Arbitre vidéo : Javed Shaikh | Arbitrage : Deepak Joshi Céline Matin-Schmets Arbitre vidéo : Javed Shaikh |
| 26 février 2022 17h00 | Rapport              |         |          | Arbitrage : Deepak Joshi Céline Matin-Schmets Arbitre vidéo : Javed Shaikh | Arbitrage : Deepak Joshi Céline Matin-Schmets Arbitre vidéo : Javed Shaikh |

| Match 16              | Inde                                  | 3 - 4   | Espagne                                                 | Kalinga Stadium, Bhubaneswar                                               |                                                                            |
| 27 février 2022 17h00 | Sangita 10e · Salima 22e · Namita 49e | (2 - 3) | 4e B. García · 15e Ma. García · 24e Iglesias · 60e Giné | Arbitrage : Raghu Prasad Céline Matin-Schmets Arbitre vidéo : Deepak Joshi | Arbitrage : Raghu Prasad Céline Matin-Schmets Arbitre vidéo : Deepak Joshi |
| 27 février 2022 17h00 | Rapport                               |         |                                                         | Arbitrage : Raghu Prasad Céline Matin-Schmets Arbitre vidéo : Deepak Joshi | Arbitrage : Raghu Prasad Céline Matin-Schmets Arbitre vidéo : Deepak Joshi |

| Match 18           | Inde                                             | 1 - 1             | Allemagne                                        | Kalinga Stadium, Bhubaneswar                                                |                                                                             |
| 12 mars 2022 17h00 | Navneet 4e                                       | (1 - 1)           | 5e Sippel                                        | Arbitrage : Javed Shaikh Céline Martin-Schmets Arbitre vidéo : Raghu Prasad | Arbitrage : Javed Shaikh Céline Martin-Schmets Arbitre vidéo : Raghu Prasad |
| 12 mars 2022 17h00 | Rapport                                          |                   |                                                  | Arbitrage : Javed Shaikh Céline Martin-Schmets Arbitre vidéo : Raghu Prasad | Arbitrage : Javed Shaikh Céline Martin-Schmets Arbitre vidéo : Raghu Prasad |
| 12 mars 2022 17h00 | Sharmila · Navneet · Neha · Lalremsiami · Monika | Tirs au but 1 - 2 | Fleschütz · Heinz · Strauss · Weidermann · Nolte | Arbitrage : Javed Shaikh Céline Martin-Schmets Arbitre vidéo : Raghu Prasad | Arbitrage : Javed Shaikh Céline Martin-Schmets Arbitre vidéo : Raghu Prasad |

| Match 20           | Inde                      | 1 - 1             | Allemagne                       | Kalinga Stadium, Bhubaneswar                                                |                                                                             |
| 13 mars 2022 17h00 | Nisha 40e                 | (0 - 1)           | 29e Wiedermann                  | Arbitrage : Raghu Prasad Céline Martin-Schmets Arbitre vidéo : Javed Shaikh | Arbitrage : Raghu Prasad Céline Martin-Schmets Arbitre vidéo : Javed Shaikh |
| 13 mars 2022 17h00 | Rapport                   |                   |                                 | Arbitrage : Raghu Prasad Céline Martin-Schmets Arbitre vidéo : Javed Shaikh | Arbitrage : Raghu Prasad Céline Martin-Schmets Arbitre vidéo : Javed Shaikh |
| 13 mars 2022 17h00 | Salima · Sangita · Sonika | Tirs au but 3 - 0 | Stoffelsma · Frerichs · Strauss | Arbitrage : Raghu Prasad Céline Martin-Schmets Arbitre vidéo : Javed Shaikh | Arbitrage : Raghu Prasad Céline Martin-Schmets Arbitre vidéo : Javed Shaikh |

| Match 21           | Allemagne                       | 2 - 2             | Espagne                     | Deutscher Sportklub, Düsseldorf                                            |                                                                            |
| 22 mars 2022 15h30 | Maertens 14e · Zimmermann 56e   | (1 - 0)           | 38e L. Barrios · 58e Segú   | Arbitrage : Céline Martin-Schmets Alison Keogh Arbitre vidéo : Ben Göntgen | Arbitrage : Céline Martin-Schmets Alison Keogh Arbitre vidéo : Ben Göntgen |
| 22 mars 2022 15h30 | Rapport                         |                   |                             | Arbitrage : Céline Martin-Schmets Alison Keogh Arbitre vidéo : Ben Göntgen | Arbitrage : Céline Martin-Schmets Alison Keogh Arbitre vidéo : Ben Göntgen |
| 22 mars 2022 15h30 | Schröder · Zimmermann · Schwabe | Tirs au but 0 - 3 | Giné · Jiménez · L. Barrios | Arbitrage : Céline Martin-Schmets Alison Keogh Arbitre vidéo : Ben Göntgen | Arbitrage : Céline Martin-Schmets Alison Keogh Arbitre vidéo : Ben Göntgen |

| Match 22           | Allemagne                       | 3 - 0   | Espagne | Deutscher Sportklub, Düsseldorf                                            |                                                                            |
| 23 mars 2022 15h30 | Maertens 12e, 43e · Micheel 36e | (1 - 0) |         | Arbitrage : Ben Göntgen Alison Keogh Arbitre vidéo : Céline Martin-Schmets | Arbitrage : Ben Göntgen Alison Keogh Arbitre vidéo : Céline Martin-Schmets |
| 23 mars 2022 15h30 | Rapport                         |         |         | Arbitrage : Ben Göntgen Alison Keogh Arbitre vidéo : Céline Martin-Schmets | Arbitrage : Ben Göntgen Alison Keogh Arbitre vidéo : Céline Martin-Schmets |

| Match 23           | Allemagne                      | 2 - 0   | États-Unis | SparkassenPark, Mönchengladbach                                   |                                                                   |
| 26 mars 2022 14h00 | Granitzki 35e · Zimmermann 45e | (0 - 0) |            | Arbitrage : Alison Keogh Sarah Wilson Arbitre vidéo : Dan Barstow | Arbitrage : Alison Keogh Sarah Wilson Arbitre vidéo : Dan Barstow |
| 26 mars 2022 14h00 | Rapport                        |         |            | Arbitrage : Alison Keogh Sarah Wilson Arbitre vidéo : Dan Barstow | Arbitrage : Alison Keogh Sarah Wilson Arbitre vidéo : Dan Barstow |

| Match 24           | Allemagne                                                   | 4 - 0   | États-Unis | SparkassenPark, Mönchengladbach                                     |                                                                     |
| 27 mars 2022 12h00 | Micheel 22e · Zimmermann 47e · Gerstenhöfer 50e · Gräve 52e | (1 - 0) |            | Arbitrage : Michiel Otten Alison Keogh Arbitre vidéo : Sarah Wilson | Arbitrage : Michiel Otten Alison Keogh Arbitre vidéo : Sarah Wilson |
| 27 mars 2022 12h00 | Rapport                                                     |         |            | Arbitrage : Michiel Otten Alison Keogh Arbitre vidéo : Sarah Wilson | Arbitrage : Michiel Otten Alison Keogh Arbitre vidéo : Sarah Wilson |

| Match 26            | Inde    | 5 - 0 | Angleterre | Kalinga Stadium, Bhubaneswar |
| 2 avril 2022, 17h00 |         |       |            |                              |
|                     | Rapport |       |            |                              |

| Match 25           | Pays-Bas                        | 3 - 0   | États-Unis | Wagener Stadium, Amsterdam                                          |                                                                     |
| 2 avril 2022 18h00 | Moes 18e · Morgenstern 25e, 40e | (2 - 0) |            | Arbitrage : Bruce Bale Hannah Harrison Arbitre vidéo : Sarah Wilson | Arbitrage : Bruce Bale Hannah Harrison Arbitre vidéo : Sarah Wilson |
| 2 avril 2022 18h00 | Rapport                         |         |            | Arbitrage : Bruce Bale Hannah Harrison Arbitre vidéo : Sarah Wilson | Arbitrage : Bruce Bale Hannah Harrison Arbitre vidéo : Sarah Wilson |

| Match 27           | Pays-Bas                                                                                         | 10 - 0  | États-Unis | Wagener Stadium, Amsterdam                                          |                                                                     |
| 3 avril 2022 16h30 | Jansen 9e, 23e, 59e · Van Laarhoven 19e · Matla 37e, 43e · Burg 42e, 57e · Welten 51e · Moes 53e | (3 - 0) |            | Arbitrage : Hannah Harrison Sarah Wilson Arbitre vidéo : Bruce Bale | Arbitrage : Hannah Harrison Sarah Wilson Arbitre vidéo : Bruce Bale |
| 3 avril 2022 16h30 | Rapport                                                                                          |         |            | Arbitrage : Hannah Harrison Sarah Wilson Arbitre vidéo : Bruce Bale | Arbitrage : Hannah Harrison Sarah Wilson Arbitre vidéo : Bruce Bale |

| Match 28            | Inde    | 5 - 0 | Angleterre | Kalinga Stadium, Bhubaneswar |
| 3 avril 2022, 17h00 |         |       |            |                              |
|                     | Rapport |       |            |                              |

| Match 12           | Inde                  | 2 - 1   | Pays-Bas   | Kalinga Stadium, Bhubaneswar                                       |                                                                    |
| 8 avril 2022 19h30 | Neha 11e · Sonika 28e | (2 - 0) | 40e Jansen | Arbitrage : Deepak Joshi Raghu Prasad Arbitre vidéo : Javed Shaikh | Arbitrage : Deepak Joshi Raghu Prasad Arbitre vidéo : Javed Shaikh |
| 8 avril 2022 19h30 | Rapport               |         |            | Arbitrage : Deepak Joshi Raghu Prasad Arbitre vidéo : Javed Shaikh | Arbitrage : Deepak Joshi Raghu Prasad Arbitre vidéo : Javed Shaikh |

| Match 14           | Inde                               | 1 - 1             | Pays-Bas                                   | Kalinga Stadium, Bhubaneswar                                       |                                                                    |
| 9 avril 2022 15h30 | Rajwinder 1e                       | (1 - 0)           | 54e Jansen                                 | Arbitrage : Deepak Joshi Javed Shaikh Arbitre vidéo : Raghu Prasad | Arbitrage : Deepak Joshi Javed Shaikh Arbitre vidéo : Raghu Prasad |
| 9 avril 2022 15h30 | Rapport                            |                   |                                            | Arbitrage : Deepak Joshi Javed Shaikh Arbitre vidéo : Raghu Prasad | Arbitrage : Deepak Joshi Javed Shaikh Arbitre vidéo : Raghu Prasad |
| 9 avril 2022 15h30 | Jyoti · Neha · Navneet · Rajwinder | Tirs au but 1 - 3 | Jansen · Fortuin · Morgenstern · Barentsen | Arbitrage : Deepak Joshi Javed Shaikh Arbitre vidéo : Raghu Prasad | Arbitrage : Deepak Joshi Javed Shaikh Arbitre vidéo : Raghu Prasad |

| Match 17            | Argentine                    | 3 - 1   | États-Unis | CeNARD, Buenos Aires                                                        |                                                                             |
| 16 avril 2022 16h00 | Costa 34e, 60e · Sánchez 35e | (0 - 1) | 30e Grega  | Arbitrage : Maggie Giddens Suzi Sutton Arbitre vidéo : Germán Montes de Oca | Arbitrage : Maggie Giddens Suzi Sutton Arbitre vidéo : Germán Montes de Oca |
| 16 avril 2022 16h00 | Rapport                      |         |            | Arbitrage : Maggie Giddens Suzi Sutton Arbitre vidéo : Germán Montes de Oca | Arbitrage : Maggie Giddens Suzi Sutton Arbitre vidéo : Germán Montes de Oca |

| Match 19            | Argentine                          | 3 - 0   | États-Unis | CeNARD, Buenos Aires                                                         |                                                                              |
| 17 avril 2022 16h00 | V. Granatto 19e, 35e · Sánchez 47e | (1 - 0) |            | Arbitrage : Germán Montes de Oca Suzi Sutton Arbitre vidéo : Federico Garcia | Arbitrage : Germán Montes de Oca Suzi Sutton Arbitre vidéo : Federico Garcia |
| 17 avril 2022 16h00 | Rapport                            |         |            | Arbitrage : Germán Montes de Oca Suzi Sutton Arbitre vidéo : Federico Garcia | Arbitrage : Germán Montes de Oca Suzi Sutton Arbitre vidéo : Federico Garcia |

| Match 29            | États-Unis | 1 - 3   | Angleterre                                | Karen Shelton Stadium, Chapel Hill                                 |                                                                    |
| 23 avril 2022 14h00 | Matson 60e | (0 - 0) | 36e Pearne-Webb · 42e Rayer · 55e Balsdon | Arbitrage : Suzi Sutton Tyler Klenk Arbitre vidéo : Maggie Giddens | Arbitrage : Suzi Sutton Tyler Klenk Arbitre vidéo : Maggie Giddens |
| 23 avril 2022 14h00 | Rapport    |         |                                           | Arbitrage : Suzi Sutton Tyler Klenk Arbitre vidéo : Maggie Giddens | Arbitrage : Suzi Sutton Tyler Klenk Arbitre vidéo : Maggie Giddens |

| Match 30            | États-Unis                      | 2 - 2             | Angleterre                                          | Karen Shelton Stadium, Chapel Hill                                 |                                                                    |
| 24 avril 2022 14h00 | Rodgers 11e · Grega 20e         | (2 - 0)           | 48e Lock · 58e S. Hamilton                          | Arbitrage : Maggie Giddens Suzi Sutton Arbitre vidéo : Tyler Klenk | Arbitrage : Maggie Giddens Suzi Sutton Arbitre vidéo : Tyler Klenk |
| 24 avril 2022 14h00 | Rapport                         |                   |                                                     | Arbitrage : Maggie Giddens Suzi Sutton Arbitre vidéo : Tyler Klenk | Arbitrage : Maggie Giddens Suzi Sutton Arbitre vidéo : Tyler Klenk |
| 24 avril 2022 14h00 | Moyer · Sessa · Matson · Yeager | Tirs au but 1 - 3 | S. Hamilton · Bourne · Petter · Pearne-Webb · Rayer | Arbitrage : Maggie Giddens Suzi Sutton Arbitre vidéo : Tyler Klenk | Arbitrage : Maggie Giddens Suzi Sutton Arbitre vidéo : Tyler Klenk |

| Match 31         | Allemagne                                | 3 - 4   | Angleterre                                 | SparkassenPark, Mönchengladbach                                              |                                                                              |
| 4 mai 2022 15h00 | Gablac 25e · Lorenz 29e · Zimmermann 52e | (2 - 1) | 25e Balsdon · 33e, 57e Bourne · 47e Howard | Arbitrage : Céline Martin-Schmets Sarah Wilson Arbitre vidéo : Jakub Mejzlik | Arbitrage : Céline Martin-Schmets Sarah Wilson Arbitre vidéo : Jakub Mejzlik |
| 4 mai 2022 15h00 | Rapport                                  |         |                                            | Arbitrage : Céline Martin-Schmets Sarah Wilson Arbitre vidéo : Jakub Mejzlik | Arbitrage : Céline Martin-Schmets Sarah Wilson Arbitre vidéo : Jakub Mejzlik |

| Match 32         | Allemagne                                              | 4 - 1   | Angleterre | SparkassenPark, Mönchengladbach                                              |                                                                              |
| 5 mai 2022 13h00 | Stapenhorst 2e · Lorenz 6e · Gablac 55e · Maertens 58e | (2 - 0) | 50e Martin | Arbitrage : Céline Martin-Schmets Sarah Wilson Arbitre vidéo : Martin Madden | Arbitrage : Céline Martin-Schmets Sarah Wilson Arbitre vidéo : Martin Madden |
| 5 mai 2022 13h00 | Rapport                                                |         |            | Arbitrage : Céline Martin-Schmets Sarah Wilson Arbitre vidéo : Martin Madden | Arbitrage : Céline Martin-Schmets Sarah Wilson Arbitre vidéo : Martin Madden |

| Match 33          | Espagne | 0 - 1   | Argentine      | Estadio Betero, Valence                                               |                                                                       |
| 14 mai 2022 13h00 |         | (0 - 1) | 4e V. Granatto | Arbitrage : Steve Rogers Laurine Delforge Arbitre vidéo : Ben Göntgen | Arbitrage : Steve Rogers Laurine Delforge Arbitre vidéo : Ben Göntgen |
| 14 mai 2022 13h00 | Rapport |         |                | Arbitrage : Steve Rogers Laurine Delforge Arbitre vidéo : Ben Göntgen | Arbitrage : Steve Rogers Laurine Delforge Arbitre vidéo : Ben Göntgen |

| Match 35          | Espagne | 0 - 1   | Argentine       | Estadio Betero, Valence                                           |                                                                   |
| 15 mai 2022 13h00 |         | (0 - 0) | 32e Albertarrio | Arbitrage : Steve Rogers Liu Xiaoying Arbitre vidéo : Ben Göntgen | Arbitrage : Steve Rogers Liu Xiaoying Arbitre vidéo : Ben Göntgen |
| 15 mai 2022 13h00 | Rapport |         |                 | Arbitrage : Steve Rogers Liu Xiaoying Arbitre vidéo : Ben Göntgen | Arbitrage : Steve Rogers Liu Xiaoying Arbitre vidéo : Ben Göntgen |

| Match 37          | Argentine                                         | 3 - 1   | Chine         | Estadio Betero, Valence                                                |                                                                        |
| 17 mai 2022 13h30 | Gorzelany 21e · Albertarrio 43e · V. Granatto 54e | (1 - 0) | 57e Chen Ling | Arbitrage : Laurine Delforge Liu Xiaoying Arbitre vidéo : Steve Rogers | Arbitrage : Laurine Delforge Liu Xiaoying Arbitre vidéo : Steve Rogers |
| 17 mai 2022 13h30 | Rapport                                           |         |               | Arbitrage : Laurine Delforge Liu Xiaoying Arbitre vidéo : Steve Rogers | Arbitrage : Laurine Delforge Liu Xiaoying Arbitre vidéo : Steve Rogers |

| Match 38          | Argentine                                       | 3 - 1   | Chine           | Estadio Betero, Valence                                               |                                                                       |
| 18 mai 2022 13h30 | Jankunas 36e · Gorzelany 52e · Trinchinetti 57e | (0 - 1) | 19e Gu Bingfeng | Arbitrage : Ben Göntgen Laurine Delforge Arbitre vidéo : Liu Xiaoying | Arbitrage : Ben Göntgen Laurine Delforge Arbitre vidéo : Liu Xiaoying |
| 18 mai 2022 13h30 | Rapport                                         |         |                 | Arbitrage : Ben Göntgen Laurine Delforge Arbitre vidéo : Liu Xiaoying | Arbitrage : Ben Göntgen Laurine Delforge Arbitre vidéo : Liu Xiaoying |

| Match 39          | Belgique       | 1 - 2   | Espagne                    | Wilrijkse Plein, Anvers                                          |                                                                  |
| 20 mai 2022 18h00 | Ballenghien 5e | (1 - 0) | 43e L. Barrios · 52e Oliva | Arbitrage : Sarah Wilson Ivona Makar Arbitre vidéo : Dan Barstow | Arbitrage : Sarah Wilson Ivona Makar Arbitre vidéo : Dan Barstow |
| 20 mai 2022 18h00 | Rapport        |         |                            | Arbitrage : Sarah Wilson Ivona Makar Arbitre vidéo : Dan Barstow | Arbitrage : Sarah Wilson Ivona Makar Arbitre vidéo : Dan Barstow |

| Match 40          | Allemagne | 1 - 2   | Argentine                        | Berliner HC, Berlin                                                    |                                                                        |
| 21 mai 2022 13h30 | Huse 41e  | (0 - 1) | 21e Trinchinetti · 54e Gorzelany | Arbitrage : Hannah Harrison Alison Keogh Arbitre vidéo : Martin Madden | Arbitrage : Hannah Harrison Alison Keogh Arbitre vidéo : Martin Madden |
| 21 mai 2022 13h30 | Rapport   |         |                                  | Arbitrage : Hannah Harrison Alison Keogh Arbitre vidéo : Martin Madden | Arbitrage : Hannah Harrison Alison Keogh Arbitre vidéo : Martin Madden |

| Match 42          | Angleterre                                | 1 - 1             | Chine                                               | Lee Valley Hockey & Tennis Centre, Londres                              |                                                                         |
| 21 mai 2022 15h30 | Howard 39e                                | (0 - 0)           | 60e Gu Bingfeng                                     | Arbitrage : Michelle Meister Liu Xiaoying Arbitre vidéo : Michiel Otten | Arbitrage : Michelle Meister Liu Xiaoying Arbitre vidéo : Michiel Otten |
| 21 mai 2022 15h30 | Rapport                                   |                   |                                                     | Arbitrage : Michelle Meister Liu Xiaoying Arbitre vidéo : Michiel Otten | Arbitrage : Michelle Meister Liu Xiaoying Arbitre vidéo : Michiel Otten |
| 21 mai 2022 15h30 | Howard · Martin · Owsley · Peel · Balsdon | Tirs au but 3 - 4 | Luo Tiantian · Li Hong · Zhang Xindan · Zhong Jiaqi | Arbitrage : Michelle Meister Liu Xiaoying Arbitre vidéo : Michiel Otten | Arbitrage : Michelle Meister Liu Xiaoying Arbitre vidéo : Michiel Otten |

| Match 41          | Belgique                                | 3 - 0   | Espagne | Wilrijkse Plein, Anvers                                               |                                                                       |
| 21 mai 2022 18h00 | Marien 20e · Ballenghien 27e · Raye 56e | (2 - 0) |         | Arbitrage : Sarah Wilson Ivona Makar Arbitre vidéo : Christian Blasch | Arbitrage : Sarah Wilson Ivona Makar Arbitre vidéo : Christian Blasch |
| 21 mai 2022 18h00 | Rapport                                 |         |         | Arbitrage : Sarah Wilson Ivona Makar Arbitre vidéo : Christian Blasch | Arbitrage : Sarah Wilson Ivona Makar Arbitre vidéo : Christian Blasch |

| Match 43          | Allemagne  | 1 - 3   | Argentine                        | Berliner HC, Berlin                                                    |                                                                        |
| 22 mai 2022 11h30 | Lorenz 26e | (1 - 2) | 1e, 33e M. Granatto · 11e Cedrés | Arbitrage : Hannah Harrison Alison Keogh Arbitre vidéo : Jakub Mejzlik | Arbitrage : Hannah Harrison Alison Keogh Arbitre vidéo : Jakub Mejzlik |
| 22 mai 2022 11h30 | Rapport    |         |                                  | Arbitrage : Hannah Harrison Alison Keogh Arbitre vidéo : Jakub Mejzlik | Arbitrage : Hannah Harrison Alison Keogh Arbitre vidéo : Jakub Mejzlik |

| Match 44          | Angleterre  | 1 - 3   | Chine                                              | Lee Valley Hockey & Tennis Centre, Londres                                 |                                                                            |
| 22 mai 2022 14h30 | Balsdon 11e | (1 - 1) | 23e Gu Bingfeng · 32e Zhang Xindan · 57e Chen Yang | Arbitrage : Michelle Meister Liu Xiaoying Arbitre vidéo : Jonas van 't Hek | Arbitrage : Michelle Meister Liu Xiaoying Arbitre vidéo : Jonas van 't Hek |
| 22 mai 2022 14h30 | Rapport     |         |                                                    | Arbitrage : Michelle Meister Liu Xiaoying Arbitre vidéo : Jonas van 't Hek | Arbitrage : Michelle Meister Liu Xiaoying Arbitre vidéo : Jonas van 't Hek |

| Match 45          | Pays-Bas                            | 1 - 1             | Argentine                                     | RKHV Union, Nimègue                                                            |                                                                                |
| 28 mai 2022 13h00 | Matla 29e                           | (1 - 0)           | 58e M. Granatto                               | Arbitrage : Michelle Meister Ivona Makar Arbitre vidéo : Céline Martin-Schmets | Arbitrage : Michelle Meister Ivona Makar Arbitre vidéo : Céline Martin-Schmets |
| 28 mai 2022 13h00 | Rapport                             |                   |                                               | Arbitrage : Michelle Meister Ivona Makar Arbitre vidéo : Céline Martin-Schmets | Arbitrage : Michelle Meister Ivona Makar Arbitre vidéo : Céline Martin-Schmets |
| 28 mai 2022 13h00 | Matla · Jansen · Fortuin · De Waard | Tirs au but 4 - 2 | V. Granatto · Albertarrio · Thome · Gorzelany | Arbitrage : Michelle Meister Ivona Makar Arbitre vidéo : Céline Martin-Schmets | Arbitrage : Michelle Meister Ivona Makar Arbitre vidéo : Céline Martin-Schmets |

| Match 46          | Angleterre                            | 3 - 1   | Espagne  | Lee Valley Hockey & Tennis Centre, Londres                              |                                                                         |
| 28 mai 2022 14h30 | Ansley 22e · Owsley 28e · Balsdon 46e | (2 - 0) | 42e Giné | Arbitrage : Laurine Delforge Sarah Wilson Arbitre vidéo : Martin Madden | Arbitrage : Laurine Delforge Sarah Wilson Arbitre vidéo : Martin Madden |
| 28 mai 2022 14h30 | Rapport                               |         |          | Arbitrage : Laurine Delforge Sarah Wilson Arbitre vidéo : Martin Madden | Arbitrage : Laurine Delforge Sarah Wilson Arbitre vidéo : Martin Madden |

| Match 47          | Pays-Bas                                                       | 1 - 1             | Argentine                                                                     | RKHV Union, Nimègue                                                            |                                                                                |
| 29 mai 2022 13h00 | Jansen 27e                                                     | (1 - 0)           | 43e M. Granatto                                                               | Arbitrage : Céline Martin-Schmets Ivona Makar Arbitre vidéo : Michelle Meister | Arbitrage : Céline Martin-Schmets Ivona Makar Arbitre vidéo : Michelle Meister |
| 29 mai 2022 13h00 | Rapport                                                        |                   |                                                                               | Arbitrage : Céline Martin-Schmets Ivona Makar Arbitre vidéo : Michelle Meister | Arbitrage : Céline Martin-Schmets Ivona Makar Arbitre vidéo : Michelle Meister |
| 29 mai 2022 13h00 | Sanders · Matla · Fortuin · Jansen · De Waard · ---- · Sanders | Tirs au but 3 - 2 | Sánchez · Albertarrio · Toccalino · Cedrés · V. Granatto · ---- · Albertarrio | Arbitrage : Céline Martin-Schmets Ivona Makar Arbitre vidéo : Michelle Meister | Arbitrage : Céline Martin-Schmets Ivona Makar Arbitre vidéo : Michelle Meister |

| Match 48          | Angleterre | 0 - 2   | Espagne             | Lee Valley Hockey & Tennis Centre, Londres                              |                                                                         |
| 29 mai 2022 14h30 |            | (0 - 1) | 20e Giné · 60e Segú | Arbitrage : Laurine Delforge Sarah Wilson Arbitre vidéo : Michiel Otten | Arbitrage : Laurine Delforge Sarah Wilson Arbitre vidéo : Michiel Otten |
| 29 mai 2022 14h30 | Rapport    |         |                     | Arbitrage : Laurine Delforge Sarah Wilson Arbitre vidéo : Michiel Otten | Arbitrage : Laurine Delforge Sarah Wilson Arbitre vidéo : Michiel Otten |

| Match 50          | Angleterre                           | 3 - 1   | Pays-Bas      | Lee Valley Hockey & Tennis Centre, Londres                             |                                                                        |
| 4 juin 2022 14h00 | Toman 20e · Petter 42e · Balsdon 52e | (1 - 0) | 49e Kerstholt | Arbitrage : Alison Keogh Sarah Wilson Arbitre vidéo : Christian Blasch | Arbitrage : Alison Keogh Sarah Wilson Arbitre vidéo : Christian Blasch |
| 4 juin 2022 14h00 | Rapport                              |         |               | Arbitrage : Alison Keogh Sarah Wilson Arbitre vidéo : Christian Blasch | Arbitrage : Alison Keogh Sarah Wilson Arbitre vidéo : Christian Blasch |

| Match 49          | Espagne                                                                | 1 - 1             | Chine                                                                                        | Stade olympique de Terrassa, Terrassa                                    |                                                                          |
| 4 juin 2022 21h30 | F. Amundson 8e                                                         | (1 - 1)           | 2e Gu Bingfeng                                                                               | Arbitrage : Hannah Harrison Michelle Meister Arbitre vidéo : Dan Barstow | Arbitrage : Hannah Harrison Michelle Meister Arbitre vidéo : Dan Barstow |
| 4 juin 2022 21h30 | Rapport                                                                |                   |                                                                                              | Arbitrage : Hannah Harrison Michelle Meister Arbitre vidéo : Dan Barstow | Arbitrage : Hannah Harrison Michelle Meister Arbitre vidéo : Dan Barstow |
| 4 juin 2022 21h30 | Iglesias · Strappato · López · Segú · Jiménez · ---- · Jiménez · López | Tirs au but 2 - 3 | Li Hong · Zhang Xiaoxue · Luo Tiantian · Wang Na · Li Jiaqi · ---- · Luo Tiantian · Li Jiaqi | Arbitrage : Hannah Harrison Michelle Meister Arbitre vidéo : Dan Barstow | Arbitrage : Hannah Harrison Michelle Meister Arbitre vidéo : Dan Barstow |

| Match 52          | Angleterre | 1 - 2   | Pays-Bas                         | Lee Valley Hockey & Tennis Centre, Londres                            |                                                                       |
| 5 juin 2022 13h00 | Rayer 10e  | (1 - 0) | 39e Van den Assem · 42e Clasener | Arbitrage : Alison Keogh Sarah Wilson Arbitre vidéo : David Tomlinson | Arbitrage : Alison Keogh Sarah Wilson Arbitre vidéo : David Tomlinson |
| 5 juin 2022 13h00 | Rapport    |         |                                  | Arbitrage : Alison Keogh Sarah Wilson Arbitre vidéo : David Tomlinson | Arbitrage : Alison Keogh Sarah Wilson Arbitre vidéo : David Tomlinson |

| Match 51          | Espagne                                   | 4 - 0   | Chine | Stade olympique de Terrassa, Terrassa                                        |                                                                              |
| 5 juin 2022 21h30 | Giné 7e, 37e · Ma. García 15e · Oliva 59e | (2 - 0) |       | Arbitrage : Hannah Harrison Michelle Meister Arbitre vidéo : Jonas van't Hek | Arbitrage : Hannah Harrison Michelle Meister Arbitre vidéo : Jonas van't Hek |
| 5 juin 2022 21h30 | Rapport                                   |         |       | Arbitrage : Hannah Harrison Michelle Meister Arbitre vidéo : Jonas van't Hek | Arbitrage : Hannah Harrison Michelle Meister Arbitre vidéo : Jonas van't Hek |

| Match 53          | Belgique                                        | 3 - 1   | Chine          | Wilrijkse Plein, Anvers                                                       |                                                                               |
| 7 juin 2022 20h30 | Englebert 12e · 'T Serstevens 15e · Struijk 32e | (2 - 0) | 54e Zhang Ying | Arbitrage : Céline Martin-Schmets Liu Xiaoying Arbitre vidéo : Coen van Bunge | Arbitrage : Céline Martin-Schmets Liu Xiaoying Arbitre vidéo : Coen van Bunge |
| 7 juin 2022 20h30 | Rapport                                         |         |                | Arbitrage : Céline Martin-Schmets Liu Xiaoying Arbitre vidéo : Coen van Bunge | Arbitrage : Céline Martin-Schmets Liu Xiaoying Arbitre vidéo : Coen van Bunge |

| Match 54          | Belgique                                 | 1 - 1             | Chine                                              | Wilrijkse Plein, Anvers                                                        |                                                                                |
| 8 juin 2022 20h30 | De Mot 45e                               | (0 - 1)           | 23e Gu Bingfeng                                    | Arbitrage : Céline Martin-Schmets Liu Xiaoying Arbitre vidéo : David Tomlinson | Arbitrage : Céline Martin-Schmets Liu Xiaoying Arbitre vidéo : David Tomlinson |
| 8 juin 2022 20h30 | Rapport                                  |                   |                                                    | Arbitrage : Céline Martin-Schmets Liu Xiaoying Arbitre vidéo : David Tomlinson | Arbitrage : Céline Martin-Schmets Liu Xiaoying Arbitre vidéo : David Tomlinson |
| 8 juin 2022 20h30 | Versavel · De Mot · Ballenghien · Breyne | Tirs au but 0 - 2 | Luo Tiantian · Li Hong · Chen Yang · Zhang Xiaoxue | Arbitrage : Céline Martin-Schmets Liu Xiaoying Arbitre vidéo : David Tomlinson | Arbitrage : Céline Martin-Schmets Liu Xiaoying Arbitre vidéo : David Tomlinson |

| Match 55           | Espagne                                              | 1 - 1             | États-Unis                      | Wilrijkse Plein, Anvers                                                       |                                                                               |
| 11 juin 2022 11h00 | Oliva 29e                                            | (1 - 1)           | 27e Marshall                    | Arbitrage : Laurine Delforge Michelle Meister Arbitre vidéo : David Tomlinson | Arbitrage : Laurine Delforge Michelle Meister Arbitre vidéo : David Tomlinson |
| 11 juin 2022 11h00 | Rapport                                              |                   |                                 | Arbitrage : Laurine Delforge Michelle Meister Arbitre vidéo : David Tomlinson | Arbitrage : Laurine Delforge Michelle Meister Arbitre vidéo : David Tomlinson |
| 11 juin 2022 11h00 | Jiménez · Giné · L. Barrios · Iglesias · F. Amundson | Tirs au but 4 - 2 | Caarls · Matson · Moyer · Grega | Arbitrage : Laurine Delforge Michelle Meister Arbitre vidéo : David Tomlinson | Arbitrage : Laurine Delforge Michelle Meister Arbitre vidéo : David Tomlinson |

| Match 56           | Allemagne                   | 2 - 3   | Pays-Bas                            | Der Club an der Alster, Hambourg                                         |                                                                          |
| 11 juin 2022 13h30 | Strauss 7e · Zimmermann 22e | (2 - 0) | 33e Albers · 42e Welten · 55e Matla | Arbitrage : Céline Martin-Schmets Ivona Makar Arbitre vidéo : Bruce Bale | Arbitrage : Céline Martin-Schmets Ivona Makar Arbitre vidéo : Bruce Bale |
| 11 juin 2022 13h30 | Rapport                     |         |                                     | Arbitrage : Céline Martin-Schmets Ivona Makar Arbitre vidéo : Bruce Bale | Arbitrage : Céline Martin-Schmets Ivona Makar Arbitre vidéo : Bruce Bale |

| Match 57           | Belgique                   | 2 - 1   | Inde            | Wilrijkse Plein, Anvers                                                   |                                                                           |
| 11 juin 2022 14h00 | Nelen 3e · Ballenghien 35e | (1 - 0) | 48e Lalremsiami | Arbitrage : Hannah Harrison Liu Xiaoying Arbitre vidéo : Michelle Meister | Arbitrage : Hannah Harrison Liu Xiaoying Arbitre vidéo : Michelle Meister |
| 11 juin 2022 14h00 | Rapport                    |         |                 | Arbitrage : Hannah Harrison Liu Xiaoying Arbitre vidéo : Michelle Meister | Arbitrage : Hannah Harrison Liu Xiaoying Arbitre vidéo : Michelle Meister |

| Match 58           | Espagne                             | 3 - 2   | États-Unis               | Wilrijkse Plein, Anvers                                                   |                                                                           |
| 12 juin 2022 11h00 | S. Barrios 36e · B. García 57e, 58e | (0 - 1) | 29e Matson · 54e Hoffman | Arbitrage : Laurine Delforge Liu Xiaoying Arbitre vidéo : David Tomlinson | Arbitrage : Laurine Delforge Liu Xiaoying Arbitre vidéo : David Tomlinson |
| 12 juin 2022 11h00 | Rapport                             |         |                          | Arbitrage : Laurine Delforge Liu Xiaoying Arbitre vidéo : David Tomlinson | Arbitrage : Laurine Delforge Liu Xiaoying Arbitre vidéo : David Tomlinson |

| Match 59           | Allemagne      | 1 - 3   | Pays-Bas                             | Der Club an der Alster, Hambourg                                            |                                                                             |
| 12 juin 2022 11h30 | Zimmermann 35e | (0 - 2) | 10e Moes · 22e De Waard · 42e Jansen | Arbitrage : Céline Martin-Schmets Ivona Makar Arbitre vidéo : Jakub Mejzlik | Arbitrage : Céline Martin-Schmets Ivona Makar Arbitre vidéo : Jakub Mejzlik |
| 12 juin 2022 11h30 | Rapport        |         |                                      | Arbitrage : Céline Martin-Schmets Ivona Makar Arbitre vidéo : Jakub Mejzlik | Arbitrage : Céline Martin-Schmets Ivona Makar Arbitre vidéo : Jakub Mejzlik |

| Match 60           | Belgique                                                                | 5 - 0   | Inde | Wilrijkse Plein, Anvers                                                   |                                                                           |
| 12 juin 2022 14h00 | Nelen 2e · Englebert 4e · Raye 19e · Vanden Borre 23e · Ballenghien 36e | (4 - 0) |      | Arbitrage : Hannah Harrison Michelle Meister Arbitre vidéo : Liu Xiaoying | Arbitrage : Hannah Harrison Michelle Meister Arbitre vidéo : Liu Xiaoying |
| 12 juin 2022 14h00 | Rapport                                                                 |         |      | Arbitrage : Hannah Harrison Michelle Meister Arbitre vidéo : Liu Xiaoying | Arbitrage : Hannah Harrison Michelle Meister Arbitre vidéo : Liu Xiaoying |

| Match 62           | Chine                            | 3 - 2   | États-Unis               | HC Rotterdam, Rotterdam                                             |                                                                     |
| 18 juin 2022 11h30 | Li Hong 21e · Yuan Meng 22e, 50e | (2 - 0) | 51e Crouse · 57e Rodgers | Arbitrage : Laurine Delforge Ivona Makar Arbitre vidéo : Bruce Bale | Arbitrage : Laurine Delforge Ivona Makar Arbitre vidéo : Bruce Bale |
| 18 juin 2022 11h30 | Rapport                          |         |                          | Arbitrage : Laurine Delforge Ivona Makar Arbitre vidéo : Bruce Bale | Arbitrage : Laurine Delforge Ivona Makar Arbitre vidéo : Bruce Bale |

| Match 61           | Argentine                                                    | 3 - 3             | Inde                              | HC Rotterdam, Rotterdam                                                    |                                                                            |
| 18 juin 2022 14h00 | Gorzelany 22e, 37e, 45e                                      | (1 - 1)           | 4e Lalremsiami · 37e, 51e Gurjit  | Arbitrage : Céline Martin-Schmets Liu Xiaoying Arbitre vidéo : Ivona Makar | Arbitrage : Céline Martin-Schmets Liu Xiaoying Arbitre vidéo : Ivona Makar |
| 18 juin 2022 14h00 | Rapport                                                      |                   |                                   | Arbitrage : Céline Martin-Schmets Liu Xiaoying Arbitre vidéo : Ivona Makar | Arbitrage : Céline Martin-Schmets Liu Xiaoying Arbitre vidéo : Ivona Makar |
| 18 juin 2022 14h00 | Jankunas · M. Granatto · Sánchez · V. Granatto · Albertarrio | Tirs au but 1 - 2 | Sharmila · Neha · Monika · Sonika | Arbitrage : Céline Martin-Schmets Liu Xiaoying Arbitre vidéo : Ivona Makar | Arbitrage : Céline Martin-Schmets Liu Xiaoying Arbitre vidéo : Ivona Makar |

| Match 63           | Angleterre               | 2 - 1   | Belgique   | Lee Valley Hockey & Tennis Centre, Londres                               |                                                                          |
| 18 juin 2022 14h00 | Howard 42e · Balsdon 51e | (0 - 1) | 6e Struijk | Arbitrage : Michelle Meister Alison Keogh Arbitre vidéo : Coen van Bunge | Arbitrage : Michelle Meister Alison Keogh Arbitre vidéo : Coen van Bunge |
| 18 juin 2022 14h00 | Rapport                  |         |            | Arbitrage : Michelle Meister Alison Keogh Arbitre vidéo : Coen van Bunge | Arbitrage : Michelle Meister Alison Keogh Arbitre vidéo : Coen van Bunge |

| Match 65           | Chine         | 1 - 2   | États-Unis               | HC Rotterdam, Rotterdam                                                     |                                                                             |
| 19 juin 2022 11h30 | Zhang Ying 6e | (1 - 1) | 14e Hoffman · 32e Hammel | Arbitrage : Céline Martin-Schmets Ivona Makar Arbitre vidéo : Jakub Mejzlik | Arbitrage : Céline Martin-Schmets Ivona Makar Arbitre vidéo : Jakub Mejzlik |
| 19 juin 2022 11h30 | Rapport       |         |                          | Arbitrage : Céline Martin-Schmets Ivona Makar Arbitre vidéo : Jakub Mejzlik | Arbitrage : Céline Martin-Schmets Ivona Makar Arbitre vidéo : Jakub Mejzlik |

| Match 66           | Angleterre | 1 - 4   | Belgique                               | Lee Valley Hockey & Tennis Centre, Londres                               |                                                                          |
| 19 juin 2022 13h00 | Howard 41e | (0 - 2) | 12e, 33e Vanden Borre · 28e, 55e Rasir | Arbitrage : Michelle Meister Alison Keogh Arbitre vidéo : Coen van Bunge | Arbitrage : Michelle Meister Alison Keogh Arbitre vidéo : Coen van Bunge |
| 19 juin 2022 13h00 | Rapport    |         |                                        | Arbitrage : Michelle Meister Alison Keogh Arbitre vidéo : Coen van Bunge | Arbitrage : Michelle Meister Alison Keogh Arbitre vidéo : Coen van Bunge |

| Match 64           | Argentine                                    | 3 - 2   | Inde                   | HC Rotterdam, Rotterdam                                               |                                                                       |
| 19 juin 2022 14h00 | Thome 38e · Trinchinetti 41e · Gorzelany 43e | (0 - 1) | 23e Salima · 48e Grace | Arbitrage : Laurine Delforge Liu Xiaoying Arbitre vidéo : Ivona Makar | Arbitrage : Laurine Delforge Liu Xiaoying Arbitre vidéo : Ivona Makar |
| 19 juin 2022 14h00 | Rapport                                      |         |                        | Arbitrage : Laurine Delforge Liu Xiaoying Arbitre vidéo : Ivona Makar | Arbitrage : Laurine Delforge Liu Xiaoying Arbitre vidéo : Ivona Makar |

| Match 68           | Inde                                               | 4 - 2   | États-Unis              | HC Rotterdam, Rotterdam                                                   |                                                                           |
| 21 juin 2022 16h30 | Grace 31e · Navneet 32e · Sonika 40e · Vandana 50e | (0 - 1) | 28e Grega · 45e Konerth | Arbitrage : Céline Martin-Schmets Liu Xiaoying Arbitre vidéo : Bruce Bale | Arbitrage : Céline Martin-Schmets Liu Xiaoying Arbitre vidéo : Bruce Bale |
| 21 juin 2022 16h30 | Rapport                                            |         |                         | Arbitrage : Céline Martin-Schmets Liu Xiaoying Arbitre vidéo : Bruce Bale | Arbitrage : Céline Martin-Schmets Liu Xiaoying Arbitre vidéo : Bruce Bale |

| Match 67           | Pays-Bas                    | 2 - 1   | Chine         | HC Rotterdam, Rotterdam                                                       |                                                                               |
| 21 juin 2022 19h00 | Leurink 29e · Verschoor 52e | (1 - 0) | 31e Chen Yang | Arbitrage : Bruce Bale Laurine Delforge Arbitre vidéo : Céline Martin-Schmets | Arbitrage : Bruce Bale Laurine Delforge Arbitre vidéo : Céline Martin-Schmets |
| 21 juin 2022 19h00 | Rapport                     |         |               | Arbitrage : Bruce Bale Laurine Delforge Arbitre vidéo : Céline Martin-Schmets | Arbitrage : Bruce Bale Laurine Delforge Arbitre vidéo : Céline Martin-Schmets |

| Match 70           | Inde                                        | 4 - 0   | États-Unis | HC Rotterdam, Rotterdam                                              |                                                                      |
| 22 juin 2022 16h30 | Vandana 39e, 54e · Sonika 54e · Sangita 57e | (0 - 0) |            | Arbitrage : Bruce Bale Liu Xiaoying Arbitre vidéo : Laurine Delforge | Arbitrage : Bruce Bale Liu Xiaoying Arbitre vidéo : Laurine Delforge |
| 22 juin 2022 16h30 | Rapport                                     |         |            | Arbitrage : Bruce Bale Liu Xiaoying Arbitre vidéo : Laurine Delforge | Arbitrage : Bruce Bale Liu Xiaoying Arbitre vidéo : Laurine Delforge |

| Match 69           | Pays-Bas                                                      | 6 - 0   | Chine | HC Rotterdam, Rotterdam                                                       |                                                                               |
| 22 juin 2022 19h00 | Verschoor 13e · Albers 15e · Matla 18e, 32e, 35e · Welten 45e | (3 - 0) |       | Arbitrage : Laurine Delforge Céline Martin-Schmets Arbitre vidéo : Bruce Bale | Arbitrage : Laurine Delforge Céline Martin-Schmets Arbitre vidéo : Bruce Bale |
| 22 juin 2022 19h00 | Rapport                                                       |         |       | Arbitrage : Laurine Delforge Céline Martin-Schmets Arbitre vidéo : Bruce Bale | Arbitrage : Laurine Delforge Céline Martin-Schmets Arbitre vidéo : Bruce Bale |

| Match 34           | Belgique                                             | 5 - 0   | États-Unis | HC 's-Hertogenbosch, Bois-le-Duc                                      |                                                                       |
| 25 juin 2022 11h30 | Versavel 29e, 39e · Raye 48e, 56e · Vanden Borre 48e | (1 - 0) |            | Arbitrage : Sophie Bockelmann Liu Xiaoying Arbitre vidéo : Emi Yamada | Arbitrage : Sophie Bockelmann Liu Xiaoying Arbitre vidéo : Emi Yamada |
| 25 juin 2022 11h30 | Rapport                                              |         |            | Arbitrage : Sophie Bockelmann Liu Xiaoying Arbitre vidéo : Emi Yamada | Arbitrage : Sophie Bockelmann Liu Xiaoying Arbitre vidéo : Emi Yamada |

| Match 71           | Allemagne | 0 - 3   | Chine                                          | HC 's-Hertogenbosch, Bois-le-Duc                                   |                                                                    |
| 25 juin 2022 14h00 |           | (0 - 2) | 10e Li Hong · 12e Zhang Ying · 51e Gu Bingfeng | Arbitrage : Kelly Hudson Emi Yamada Arbitre vidéo : Marcin Grochal | Arbitrage : Kelly Hudson Emi Yamada Arbitre vidéo : Marcin Grochal |
| 25 juin 2022 14h00 | Rapport   |         |                                                | Arbitrage : Kelly Hudson Emi Yamada Arbitre vidéo : Marcin Grochal | Arbitrage : Kelly Hudson Emi Yamada Arbitre vidéo : Marcin Grochal |

| Match 36           | Belgique                                      | 3 - 0   | États-Unis | HC 's-Hertogenbosch, Bois-le-Duc                                        |                                                                         |
| 26 juin 2022 11h00 | Ballenghien 26e · Gerniers 37e · Versavel 52e | (1 - 0) |            | Arbitrage : Sophie Bockelmann Liu Xiaoying Arbitre vidéo : Kelly Hudson | Arbitrage : Sophie Bockelmann Liu Xiaoying Arbitre vidéo : Kelly Hudson |
| 26 juin 2022 11h00 | Rapport                                       |         |            | Arbitrage : Sophie Bockelmann Liu Xiaoying Arbitre vidéo : Kelly Hudson | Arbitrage : Sophie Bockelmann Liu Xiaoying Arbitre vidéo : Kelly Hudson |

| Match 72           | Allemagne                           | 4 - 0   | Chine | HC 's-Hertogenbosch, Bois-le-Duc                                   |                                                                    |
| 26 juin 2022 13h30 | Maertens 13e, 24e, 28e · Pieper 56e | (3 - 0) |       | Arbitrage : Kelly Hudson Emi Yamada Arbitre vidéo : Marcin Grochal | Arbitrage : Kelly Hudson Emi Yamada Arbitre vidéo : Marcin Grochal |
| 26 juin 2022 13h30 | Rapport                             |         |       | Arbitrage : Kelly Hudson Emi Yamada Arbitre vidéo : Marcin Grochal | Arbitrage : Kelly Hudson Emi Yamada Arbitre vidéo : Marcin Grochal |